# Nigar Camal
Nigar Aydin qizi Jamal, född 7 september 1980 i Baku, är en azerbajdzjansk sångerska. Camal är numera bosatt i London.

## Eurovision Song Contest 2011
Nigar Camal deltog under hösten 2010 och våren 2011 i Azerbajdzjans uttagning till Eurovision Song Contest 2011, Milli Seçim Turu 2010. Hon lyckades ta sig till finalen den 11 februari 2011, och vann den. Efter finalen meddelades det att Camal kom att representera Azerbajdzjan tillsammans med tvåan i finalen, Eldar Qasımov. De deltog med sitt bidrag "Running Scared" och den 14 maj 2011 vann hon Eurovision Song Contest 2011 tillsammans med Eldar Qasımov. 

### Fotnoter
1. ↑  Internet Movie Database, IMDb-ID: nm4471374co0047972, läst: 11 januari 2016.[källa från Wikidata]
2. ↑  Discogs, Discogs artist-ID: 4506848, läst: 9 oktober 2017.[källa från Wikidata]
3. ↑  läs online, eurovisionworld.com , läst: 5 februari 2025.[källa från Wikidata]
4. ↑  Hondal, Victor (11 februari 2011). ”Azerbaijan sends Eldar Gasimov and Nigar Jamal to Eurovision”. esctoday. Arkiverad från originalet den 14 februari 2011. https://archive.is/20110214194830/http://www.esctoday.com/news/read/16720. (engelska)
5. ↑  Siim, Jarmo (11 februari 2011). ”Nigar & Eldar get gold in Azerbaijan”. EBU. http://www.eurovision.tv/page/news?id=25393&_t=nigar_and_eldar_get_gold_in_azerbaijan. (engelska)